# مكتب ريزولوت

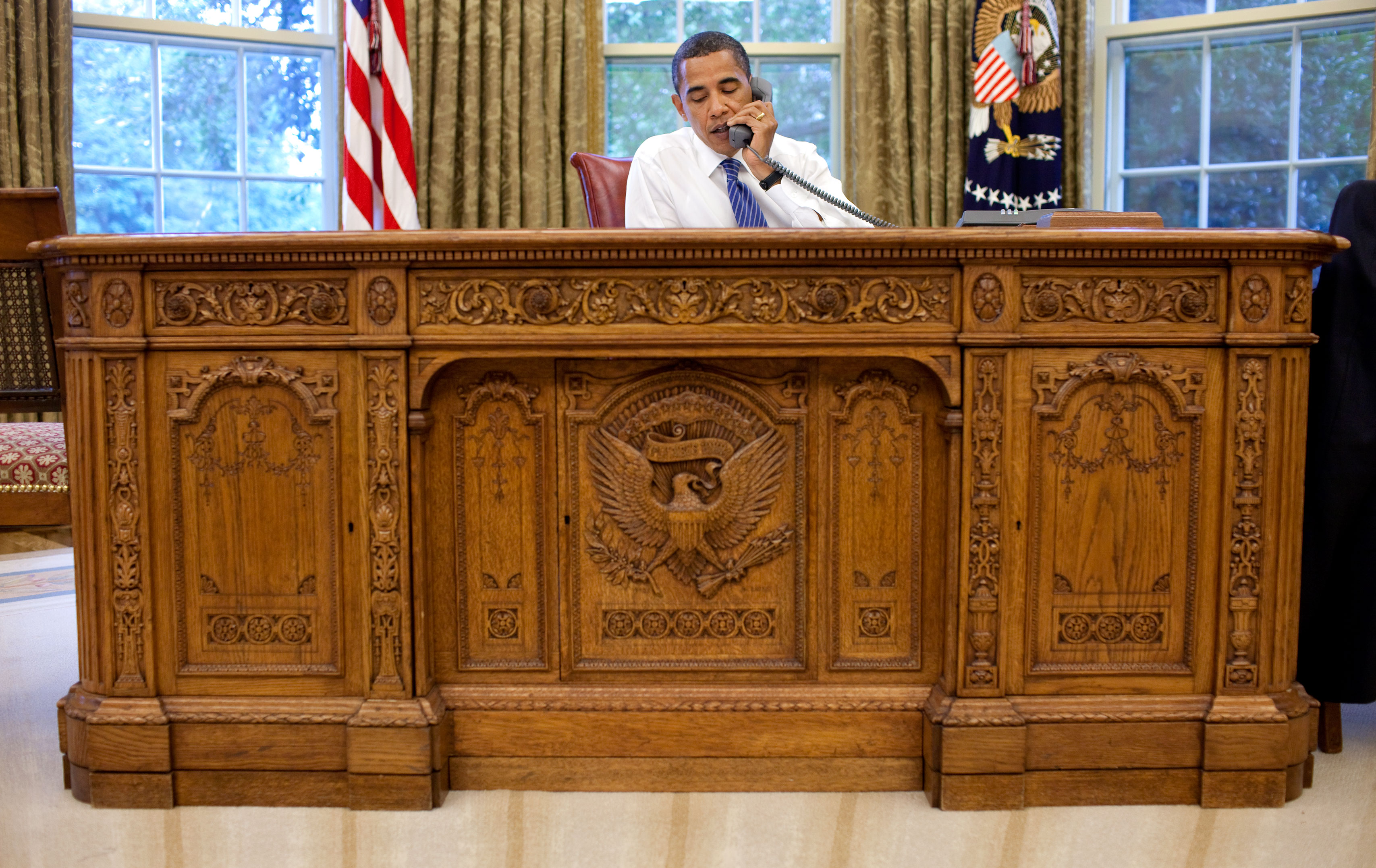
الرئيس باراك أوباما يجلس خلف مكتب ريزولوت في المكتب البيضاوي خلال مؤتمر عبر الهاتف في 19 أغسطس 2009.

مكتب ريزولوت هو مكتب ضخم من نوع مكتب الشركاء صمم أول مرة في القرن التاسع عشر استخدمه سبعة رؤساء للولايات المتحدة كمكتب تنفيذي في المكتب البيضاوي بالبيت الأبيض. كان المكتب هدية من الملكة فيكتوريا إلى الرئيس رذرفورد هايز عام 1880 وقد تم بناؤه من خشب البلوط الإنجليزي من سفينة استكشاف القطب الشمالي البريطانية اتش ام اس ريزولوت. وقد طلب الرئيس فرانكلين روزفلت إضافة باب بختم رئاسي لإخفاء ساقيه.
منذ الرئيس هايز استخدم العديد من الرؤساء الاخرين المكتب، باستثناء ليندون جونسون وريتشارد نيكسون وجيرالد فورد، المكتب في مواقع مختلفة من البيت الأبيض.
تمت إزالة المكتب من البيت الأبيض مرة واحدة فقط، بعد اغتيال الرئيس جون كينيدي عام 1963، عندما سمح الرئيس ليندون جونسون بالذهاب في معرض متنقل لدى مكتبة كينيدي الرئاسية. بعد ذلك تم عرضه في مؤسسة سميثسونيان.
أعاد الرئيس جيمي كارتر المكتب إلى المكتب البيضاوي في عام 1977، حيث استخدمه الرئيس رونالد ريغان وبيل كلينتون وجورج دبليو بوش وباراك أوباما ودونالد ترامب. استخدم جورج بوش الأب مكتب C & O في المكتب البيضاوي، لكنه احتفظ بمكتب ريزولوت في البيت الأبيض.

## معرض صور

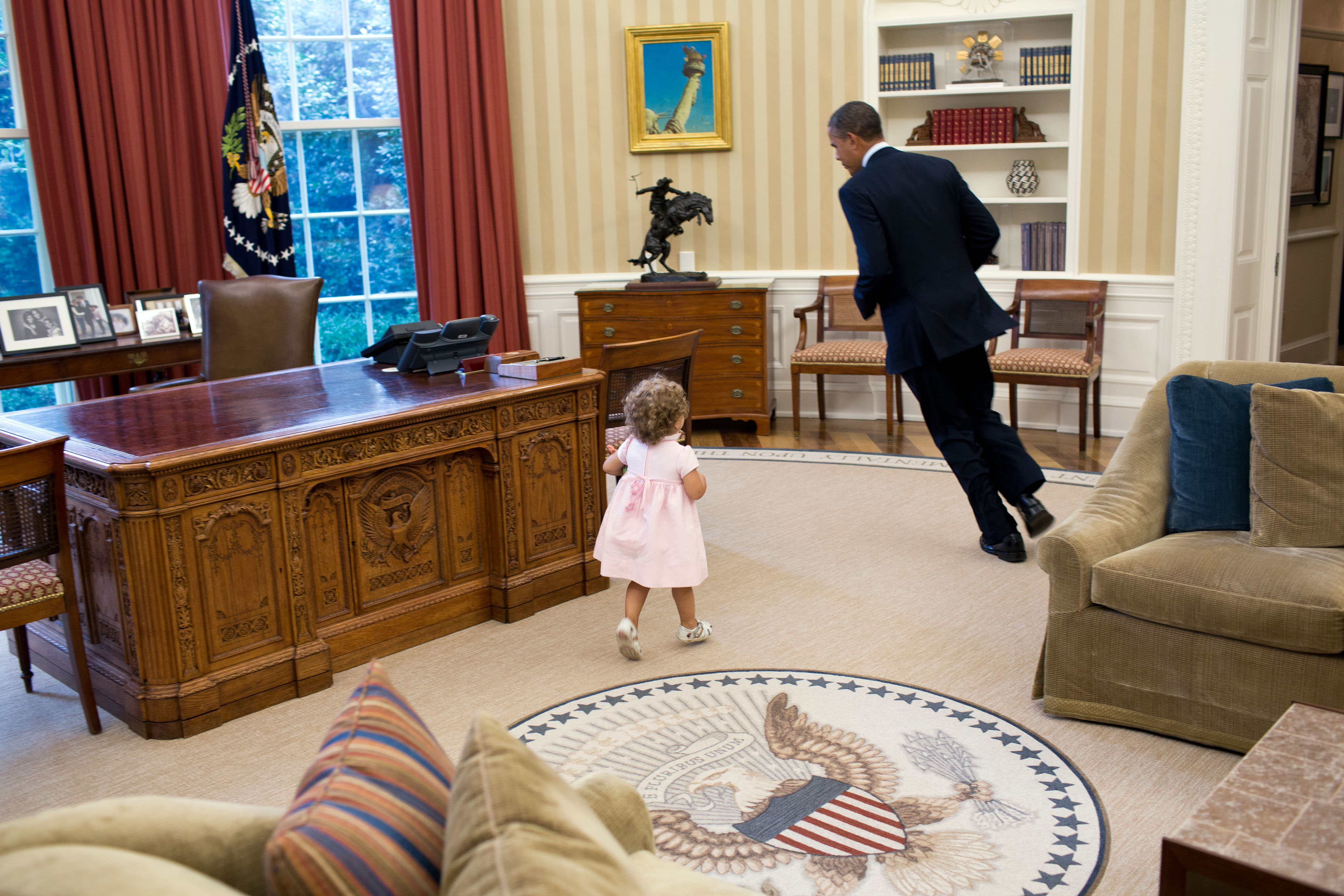
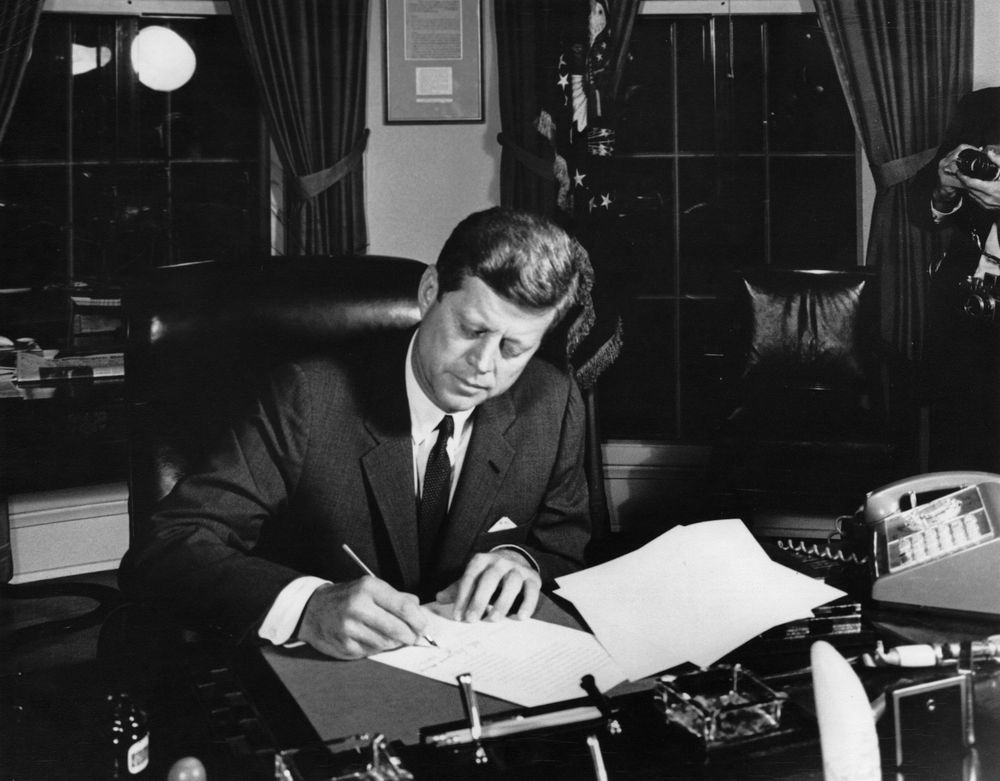
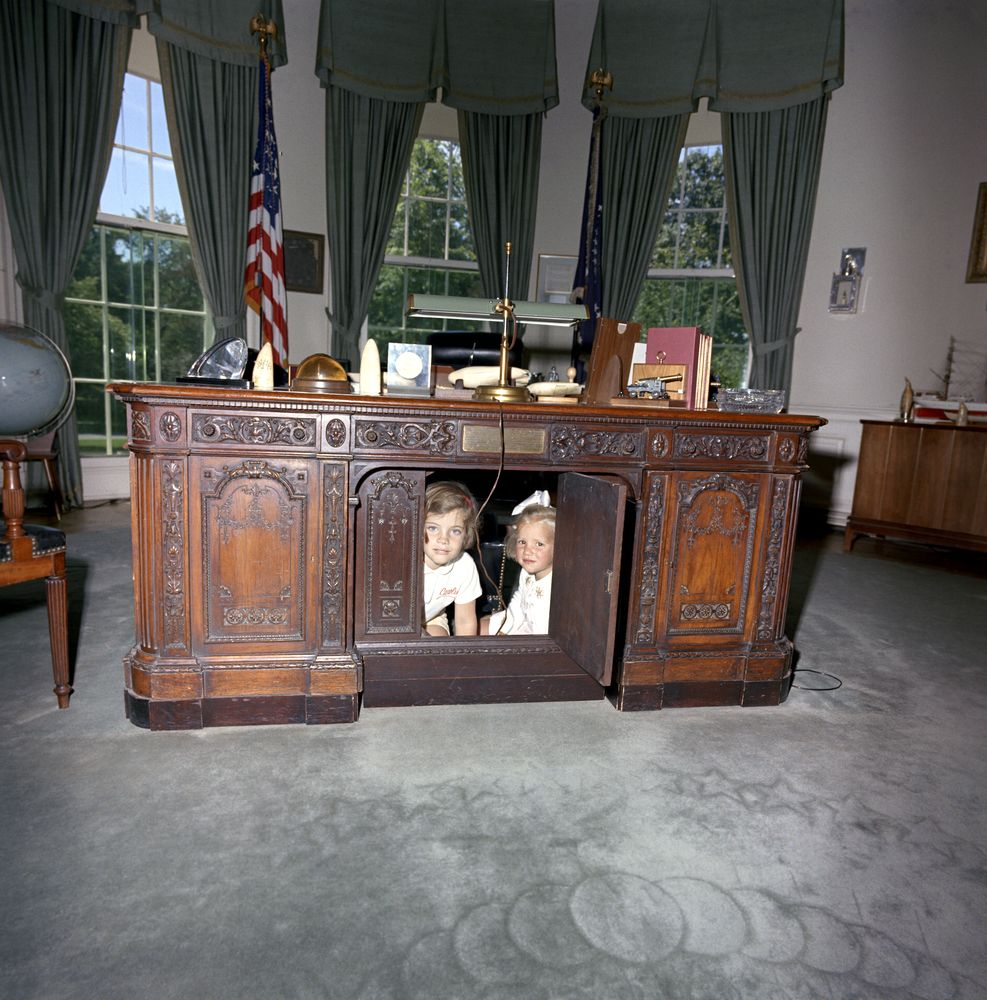
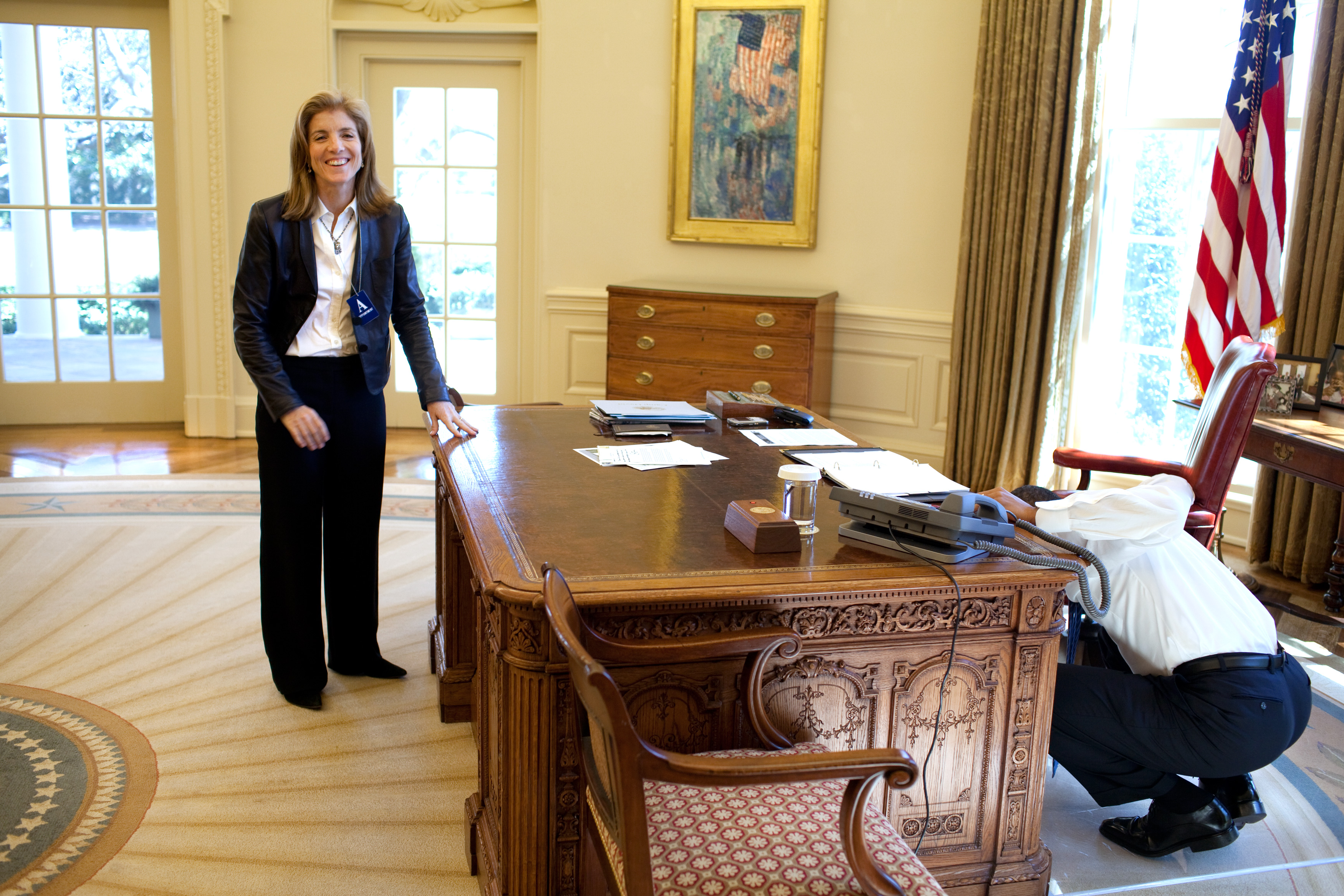